# FK Sevojno
FK Sevojno je nogometni klub iz Sevojna, Užice, Zlatiborski okrug, Republika Srbija.
Klub u sezoni 2017./18. nastupa u Zoni Drina, ligi četvrtog ranga nogometnog prvenstva Srbije.

## O klubu
Klub je osnovan 1950. godine, igrajući neslužbene utakmice, a 1951. godine se registrira kao Radnički. 1961. godine se formira Sportsko društvo "Sevojno", te Radnički prelazi u novo društvo i postaje FK Sevojno. Od 1952. godine klub sudjeluje u niželigaškim natjecanjima, do 2005. godine, kada ostvaruje plasman u Prvu ligu Srbije, ligu drugog stupnja.
Svoj najveći uspjeh ostvaruje 2009. godine, kada dolazi do završnice Kupa Srbije, kojeg gubi od beogradskog Partizana, koji je te godine i prvak, pa Sevojno kao drugoligaš nastupa 2009./10. u Europskoj ligi. Iste sezone Sevojno (pod nazivom Sevojno Point) osvaja 2. mjesto u Prvoj ligi Srbije i ostvaruje plasman u Superligu, ali na ljeto 2010. se klub spaja s klubom "Sloboda" iz Užica u novi klub - Sloboda Point Sevojno, koji nastavlja igrati u Užicama i kao sljednik "Slobode".
"Sloboda Point Sevojno" je nanovo postala "Sloboda" Užice 2013. godine.
U Sevojnu je odmah 2010. godine nastavljen rad FK Sevojno, koji je sezonu 2010./11. igrao u Zlatiborskoj okružnoj ligi, koju je odmah i osvojio.

## Uspjesi
Kup Srbije
- finalist: 2009.

Prva liga Srbije
- drugoplasirani: 2009./10.

Zlatiborska okružna liga
- prvak: 2010./11., 2015./16.

## Poveznice
- FK Sloboda Užice
- fksevojno.com, službene stranice, wayback arhiva
- srbijasport.net, FK Sevojno (ugašeni), profil kluba
- srbijasport.net, FK Sevojno (2010.), profil kluba